# Pararge transfucata
Pararge transfucata är en fjärilsart som beskrevs av Cabeau 1920. Pararge transfucata ingår i släktet Pararge och familjen praktfjärilar. Inga underarter finns listade i Catalogue of Life.